# Sing Loud Sing Proud!
Sing Loud Sing Proud! é o terceiro álbum de estúdio da banda de punk rock Dropkick Murphys. Antes do lançamento do álbum, em 2001, o guitarrista Rick Barton deixou a banda, logo foi anunciado que James Lynch da banda The Boys Ducky como seu sucessor. Além de Lynch, a banda também recrutou o guitarrista Marc Orrell, então com dezessete anos, o flautista Robbie Mederios (mais conhecido como  Spicy McHaggis) e Ryan Foltz no bandolim e na flauta. O álbum também conta com colaboração de Shane MacGowan, vocalista do The Pogues, e Colin McFaull, do Cock Sparrer.
Foram lançados videoclipes das músicas "The Spicy McHaggis Jig", "The Gauntlet" e "The Wild Rover".

## Recepção da crítica
| Críticas profissionais | Críticas profissionais |
| Avaliações da crítica  | Avaliações da crítica  |
| Fonte                  | Avaliação              |
| ---------------------- | ---------------------- |
| Allmusic               | [ 2 ]                  |
| Punknews.org           | [ 3 ]                  |

Allmusic deu ao álbum três estrelas de cinco, dizendo que "é uma adição decente para a lista de álbuns da banda". O site Punknews.org deu quatro estrelas de cinco, e disse que o álbum "combina os sons de  'Do or Die' and 'The Gang's All Here'", e que, "a diferença da banda esta na mistura de suas influências folclóricas com seu streetpunk", e que "isso os separa de banda semelhantes, como Flogging Molly".

## Capa
O mural da capa realmente existe, e está localizado em South Boston, na esquina da West Broadway com a C Streets. Ele foi pintado por Tricia O'Neill e seu pai Patrick O'Neill no verão de 2000. Eles foram contratados por Ken Casey, vocalista da banda, e sua esposa. Além do mural Tricia também fez a arte da capa do álbum Blackout e seu pai apareceu no videoclipe da música "Walk Away".

## Faixas
| N.º            | Título                          | Compositor(es)                  | Duração |  |
| 1.             | "For Boston"                    | T.J. Hurley                     | 1:33    |  |
| 2.             | "The Legend of Finn MacCumhail" | Al Barr, Ken Casey e Matt Kelly | 2:15    |  |
| 3.             | "Which Side Are You On?"        | Florence Reece                  | 2:28    |  |
| 4.             | "The Rocky Road to Dublin"      | Tradicional                     | 2:37    |  |
| 5.             | "Heroes from Our Past"          | Al Barr, Ken Casey e Matt Kelly | 3:31    |  |
| 6.             | "Forever"                       | Al Barr, Ken Casey e Matt Kelly | 3:08    |  |
| 7.             | "The Gauntlet"                  | Al Barr, Ken Casey e Matt Kelly | 2:49    |  |
| 8.             | "Good Rats"                     | Al Barr, Ken Casey e Matt Kelly | 3:03    |  |
| 9.             | "The New American Way"          | Al Barr, Ken Casey e Matt Kelly | 3:32    |  |
| 10.            | "The Torch"                     | Al Barr, Ken Casey e Matt Kelly | 3:17    |  |
| 11.            | "The Fortunes of War"           | Al Barr, Ken Casey e Matt Kelly | 2:43    |  |
| 12.            | "A Few Good Men"                | Al Barr, Ken Casey e Matt Kelly | 2:36    |  |
| 13.            | "Ramble and Roll"               | Al Barr, Ken Casey e Matt Kelly | 1:59    |  |
| 14.            | "Caps and Bottles"              | Casey                           | 2:41    |  |
| 15.            | "The Wild Rover"                | Tradicional                     | 3:25    |  |
| 16.            | "The Spicy McHaggis Jig"        | Al Barr, Ken Casey e Matt Kelly | 3:27    |  |
| Duração total: | Duração total:                  | Duração total:                  | 45:03   |  |

## Integrantes
- Al Barr – vocal
- Ken Casey – baixo, vocal
- Matt Kelly – bateria,  bodhrán, vocal
- James Lynch – guitarra, vocal
- Marc Orrell – guitarra, acordeão, vocal
- Ryan Foltz – bandolim, tin whistle, Saltério dos Apalaches
- Joe Delaney - gaita de fole
- Robbie Mederios – gaita de fole em "The Spicy McHaggis Jig"
- Shane MacGowan – vocal em "Good Rats"
- Colin McFaull – vocal em "Fortunes of War"
- Desi Queally – vocal em "Rocky Road to Dublin"
- Rick Barton - guitarra adicional
- Jim Siegal – engenheiro